# Pterolophia quadrigibbosa
Pterolophia quadrigibbosa là một loài bọ cánh cứng trong họ Cerambycidae.